# Remon van de Hare
Remon van de Hare (Amsterdam, 23 mei 1982) is een voormalig Nederlands basketballer die als center speelde. In 2003 was hij de 52 keuze in de draft van de NBA en werd gekozen door Toronto Raptors, hij heeft echter nooit gespeeld in de NBA. Sinds 2008 komt hij ook uit voor het Nederlands basketbalteam. Remon van de Hare is 2,22 m groot.

## Clubs
- 2000-2005 FC Barcelona Bàsquet
- 2005-2006 Union Olimpija
- 2006-2007 AEL Limassol
- 2007-2008 BK Azovmasj Marioepol
- 2008-2009 AEK Larnaca
- 2009-2010 UE Mataró

## Erelijst
- EuroLeague Men: 2003
- Spaans kampioenschap Liga ACB: 2003, 2004
- Sloveense supercup: 2005, 2006
- Cypriotisch kampioenschap: 2007
- Oekraïnese beker: 2008
- Oekraïens kampioenschap: 2008